# بیتل‌جوس (مجموعه تلویزیونی)
بیتل‌جوس (به انگلیسی: Beetlejuice) یک مجموعهٔ تلویزیونی پویانمایی آمریکایی-کانادایی است که از ۹ سپتامبر ۱۹۸۹ تا ۲۶ اکتبر ۱۹۹۱ از شبکه ای بی سی و از ۹ سپتامبر ۱۹۹۱ تا ۷ مه ۱۹۹۲ از شبکهٔ فاکس پخش شد. این مجموعه بر اساس فیلم بیتل‌جوس ساختهٔ سال ۱۹۸۸ به کارگردانی تیم برتون ساخته شد. برتون تولیدکننده و تهیه‌کنندهٔ اجرایی این مجموعه بوده‌است. داستان این مجموعه دربارهٔ دختری به نام لیدیا دیتز و بیتل‌جوس، دوست ماورائیش است و آنها با هم در دنیایی بعد از مرگ به نام نیدرورلد که محل زندگی هیولاها، روح‌ها، غول‌ها و زامبی‌هاست می‌گردند. از آهنگ‌هایی که دنی الفمن برای فیلم بیتل‌جوس ساخته بود در این مجموعه با تغییراتی استفاده شد.